# كارثة ميونخ الجوية
كارثة ميونخ الجوية هي كارثة وقعت في 6 فبراير 1958 حينما تحطمت طائرة الخطوط الجوية البريطانية الأوروبية ذات الرحلة 609 وذلك في ثالث محاولاتها للخروج من المستعلق الناتج من من الثلج والمياه السائلة الذي كان يغطي مدرج الهبوط لمطار ميونخ-ريم في ميونخ في ألمانيا الغربية.
كان على متن الطائرة فريق مانشستر يونايتد لكرة القدم والملقب بلاعبي بسبي حيث كان يدربهم المدرب المخضرم وقتها بوب ببسي وذلك إلى جنب عدد من أنصارهم وعدد من الصحفيين.
لقى 23 شخصاً من 44 مجموع من كانوا على متن الطائرة حتفهم.
كان مانشستر عائد من بلغراد بعد الفوز ضد نادي النجم الأحمر الصربي وكانت هناك عاصفة ثلجية وقد توقفوا في ميونخ وكانت عند محاولتهم للإقلاع تحطمت الطائرة وقد كانت تقل لاعبيـن مانشستر وموظفين وايضا صحفيين.

## الحادث
في تاريخ 6 فبراير 1958، حيث تحطمت إحدى طائرات الخطوط الجوية البريطانية التي تقل 44 راكباً أثناء محاولتها الإقلاع من مطار ميونخ، وذلك نتيجة الثلوج والأمطار أثناء وجود فريق مانشستر يونايتد على متنها.
كان نادي مانشستر يونايتد عائداً من بلجراد بعد التأهل على حساب النجم الأحمر اليوغسلافي إلى نصف نهائي دوري أبطال أوروبا، لتعادله ايابا 3-3 وفوزه في الذهاب 2-1، ولم يستطع النادي الإقلاع مباشرة من بلجراد إلى مانشستر بسبب عدم قدرة الطائرة على رحلة من هذا المدى.
حاول كابتن الطائرة الإقلاع مرتين لكن كلتا المحاولتين فشلت بسبب اندفاع المحرك، بعد أن تم اكتشاف السبب وهو من الثلوج الذائبة بكثرة في مدرج مطار ميونخ سببت في اندفاع الطائرة وبطئ محركاتها، كانت الطائرة تسير في المطار بـ سرعة 217 كم / ساعة، ومع الثلوج الذائبة لم تستطع الطائرة اكمال سرعتها فـ أصحت سرعتها 194 كم / ساعة بطيئة جدا للطيران، وليست كافية لـ الإقلاع الآمن، أيضا كانت العجلات الخلفية للطائرة قد تأثرت كثيرا بالثلوج الذائبة في المدرج الخاص للطيران، والمعروف أن ثقل الطائرة كله يتركز على تلك العجلات.
انزلقت الطائرة وتحطمت في مطار ميونخ، ليتوفى 23 من أصل 44 راكباً، من هؤلاء المتوفين 8 لاعبين منهم إيدي كولمان صاحب هدف فوز مانشستر يونايتد على النجم الأحمر في لقاء الذهاب، كما توفي 3 من إداريي النادي و2 من العاملين على الطائرة و 8 صحافيين و2 من المسافرين المصاحبين للرحلة.

### تفاصيل الحادث
الفريق كان عائدا من مباراة في كأس الابطال الأوروبية في بلغراد, صربيا ضد الفريق ريد ستار بلغراد. الطائرة توقفت لتعبئة الوقود في ميونيخ، ألمانيا, لان هذا الخط بوقتها لا يحتوي على رحلة مباشرة وبدون توقف. بعد الانتهاء من تعبئة الوقود، كابتن الطائرة جايمس ثاين ومساعده كينيث رايمونت الغيا المحاولتان الأولى والثانية للإقلاع وذلك بسبب تقني يتعلق في المحرك الايسر. الكابتن ثاين رفض البقاء في ميونيخ وقضاء الليل هناك تخوفا من التأخر في جدولة رحلات الطيران، مفضلا البدء في محاولة ثالثة للإقلاع. بدأ الثلج يتساقط في ذلك الوقت مكونا طبقة ثلج مائعة جزئيا في نهاية ممر الإقلاع. الطائرة للاسف اصطدمت بهذه الطبقة مؤديا إلى اصدام الطائرة بالجدار المنشوء في نهاية ممر الإقلاع. وقد تحطم جناح الطائرة الايسر اثر اصطدامه بمنزل.
في ذلك الوقت بدأ الكابتن بالإسراع من اخلاء الطائرة من الركاب، وكان لحارس مانشستر يونايتد هاري كريغ دورا كبيرا في انقاذ وسحب الناجين من الحطام. التحقيقات التي اجريت من قبل سلطات المانيا الغربية وقتها اشارت إلى الكابتن ثاين باعتباره المقصر الأول في هذه الحادثة لانه لم يحرص على تنظيف اسطح الاجنحة من الثلج المتراكم، على الرغم من وجود شهود عيان شهدوا عكس هذا الكلام! بعدها استقرت التحقيقات على ان طبقة الثلج المائعة في نهاية الممر هي من كانت السبب في جعل سير الطائرة بطيئا مسببا صعوبة في اقلاعها وبالتالي تحطمها.

### ما بعد الحادث
رغم الكارثة شارك مانشستر يونايتد في مباراة نصف نهائي كاس الكؤوس الأوروبية أمام ميلان بلاعبون احتياطيون ولكنه خسر بمجموع المباراتين 5-2، ففاز ذهاباً 2-1 وخسر إياباً 0-4.

## الركاب

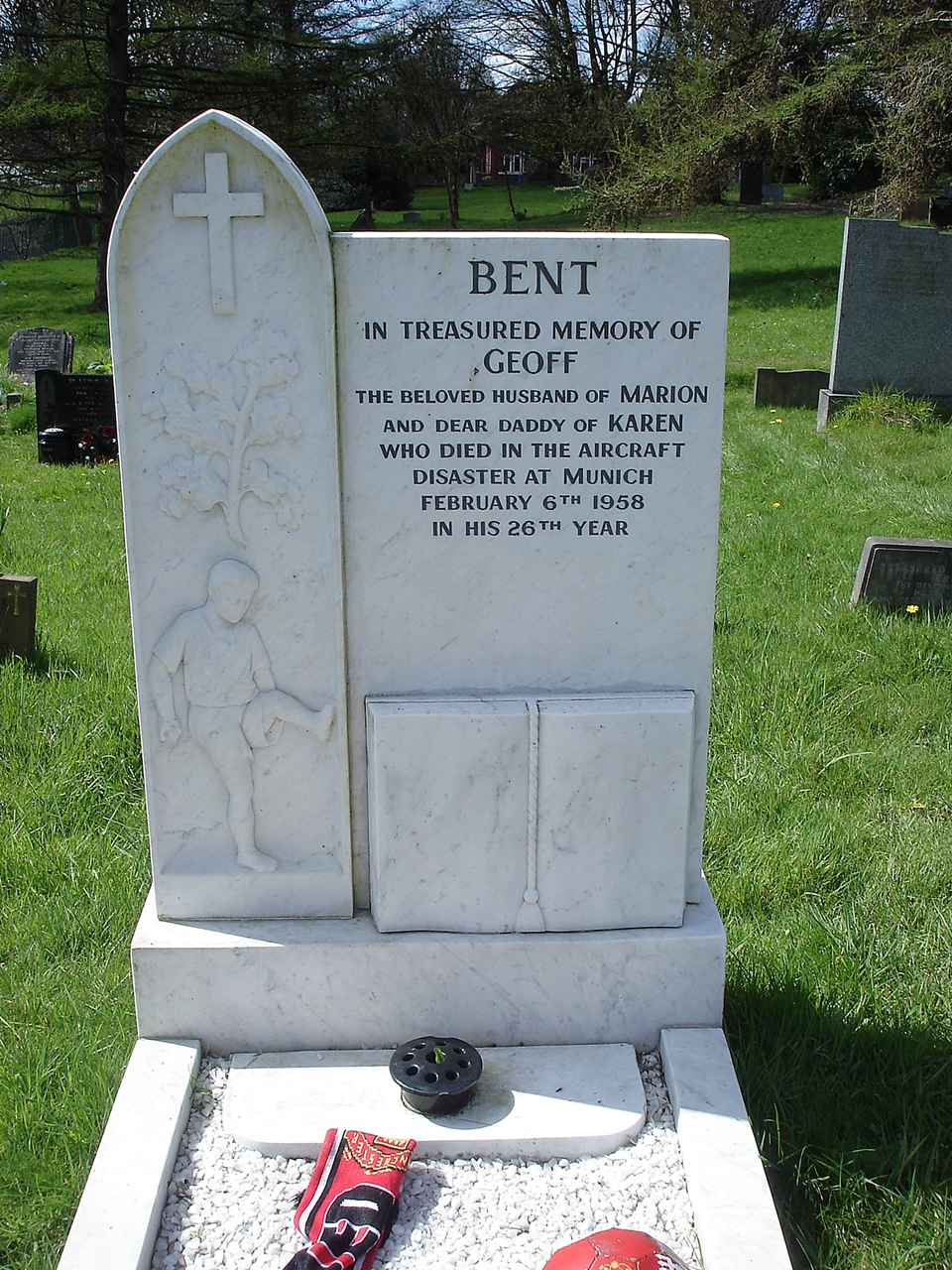
شاهد قبر جيف بنت، ساحة كنيسة القديس يوحنا الإنجيلي، بيندلبري

### لاعبيـن
جيف بنت - روجير بيرن - إدي كولمان - دانكن إدواردز - مارك جونز - ديفيد بيج - تومي تايلور - ليام بيلي ويلام
اللاعبون الناجون من الكارثة: جوني بيري - جاكي بلانشفلاور - بوبي تشارلتون - بيل فولكيس - هاري غريغ - كيني مورغانز - ألبرت سكانلون - دينيس فيوليت راي وود

### الصحفيون
ألف كلارك - دون ديفيز - جورج يتبع - توم جاكسون - ارشي ليدبروك - هنري روز - اريك طومسون - فرانك سويفت
والتر كريكميلر (سكرتير نادي) - بيرت هلي] (من طاقم التدريبي) - توم كاري (مدرب) - النقيب كينيث رايمنت (مساعد طيار)
بيلا ميكلوس (وكيل سفريات) - ويلي ساتينوف (مشجع) - توم كابل (مضيف)

## التحقيقات
على الرغم من أن حادثة تحطم الطائرة تلام على خطأ من الطيار بصورة أساسية، ألا انه وجد في النهاية ان السبب الرئيسي في الحادث هو الطبقة الكثيفة من الثلج المائع والذي أصعب من عملية تحليق واقلاع الطائرة. هذا لم يمنع السلطات الألمانية من اتخاذ اجراءات قانونية ضد كابتن الطائرة بحجة اهماله لتنظيف الاجنحة من الثلج المتراكم ولكن بعدها اثبتت الصور عكس ذلك. في عام 1968 تم تسريح ثاين من جميع الاتهامات المرسلة اليه فيما يخص الحادثة. شركة الخطوط الجوية البريطانية اتت بفكرة تساعد على اذابة الثلج بسرعة من على ممر الطيران من بعد هذه الكارثة. تم تسريح نايثن بعد فترة قصيرة جدا من الحادث وعاد إلى مسقط راسه بيركشاير. توفى الكابتن نايثن عام 1975 بعمر 53 سنة اثر نوبة قلبية.

## ردود الأفعال
بعد فوز ريال مدريد بثلاثة أهداف لهدفين في نهائي البطولة قام اللاعب سانتياجو بيرنابيو بإهداء البطولة لـ ” أصدقائه في ميونيخ ” كما لقبهم، وعرض منح الكأس على الشياطين الحمر ولكن إدارة اليونايتد رفضت عرض بيرنابيو الكريم.
لقد كان هذا العرض مجرد شئ رمزي بجانب الدعم المادي، كذلك قام سانتياجو بيرنابيو بعرض أفضل لاعب في العالم في وقتها ألفريدو دي ستيفانو على اليونايتد على سبيل الإعارة، وكذلك دفع نصف راتبه، كانت الصفقة على وشك التمام ولكن الاتحاد الإنجليزي رفضها لأن دي ستيفانو كان سيحل محل لاعب واعد في اليونايتد.
قام سانتياجو بيرنابيو بطباعة شارات كتب عليها ” أبطال الفخر ” وبيعت في مدريد من أجل تمويل اليونايتد مادياً، كذلك أقيمت سلسلة من المباريات الودية بين الناديين لزيادة الربح، لقد كان ريال مدريد يأخذ حوالي 12.000 إسترليني وقتها كمقابل لهذه المباريات، ولكن سانتياجو بيرنابيو قال لإدارة اليونايتد حينها ” إدفعوا ما بإمكانكم تحمله وأحتفظوا بالباقي “.

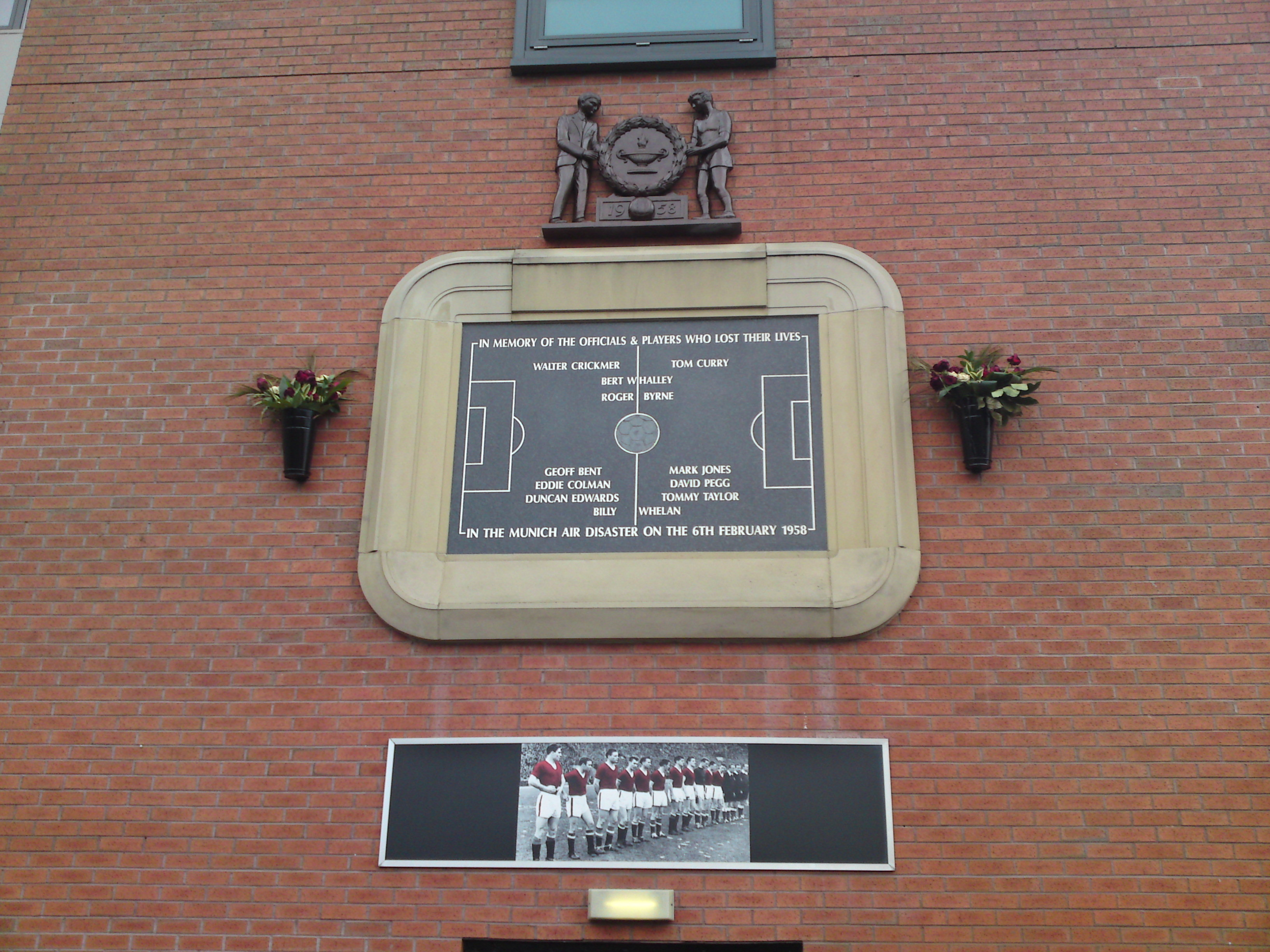
صورة للنصب التذكاري في ملعب أولد ترافورد

## النصب التذكاري

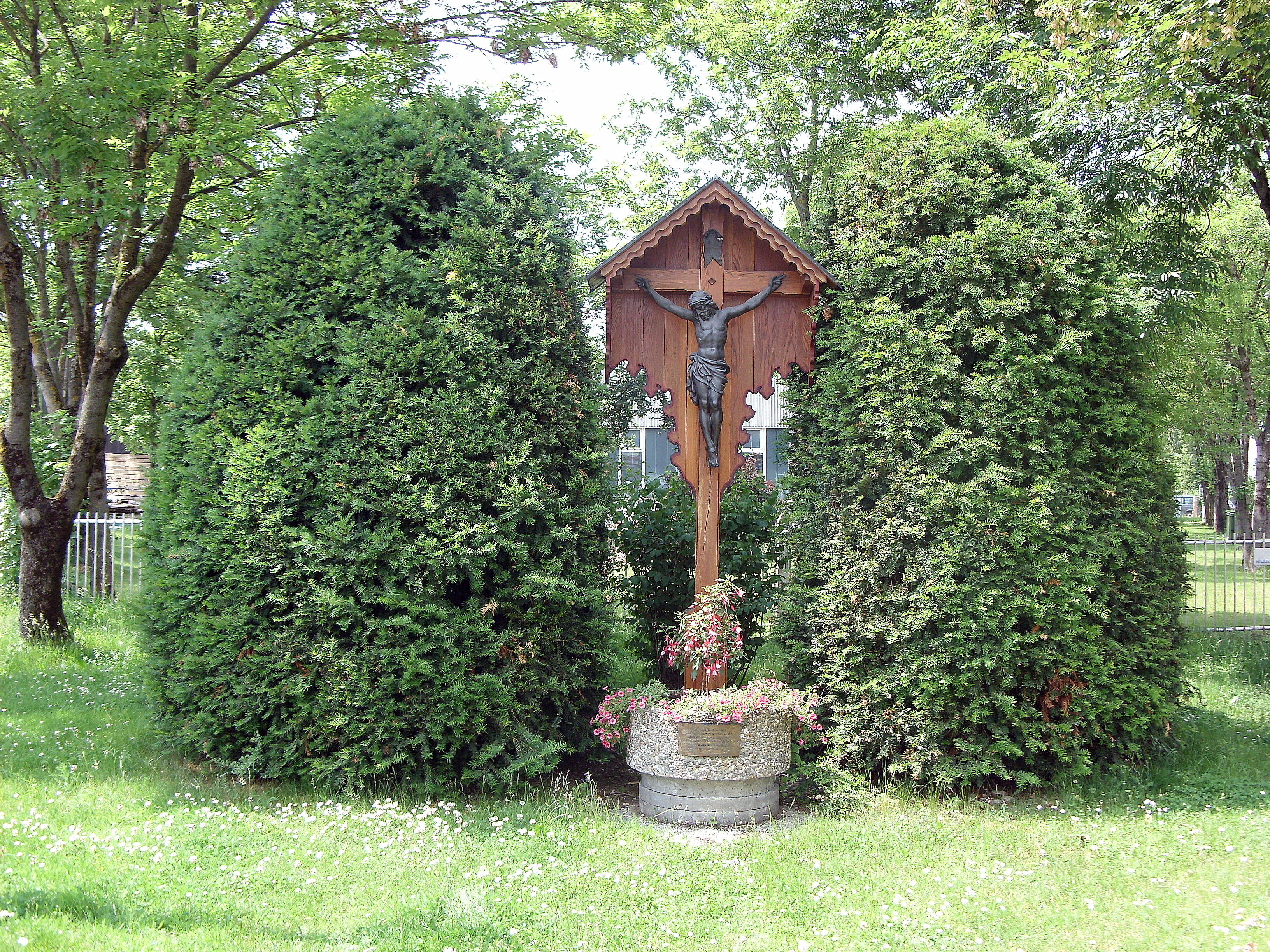
صليب تذكاري في ميونيخ إحياء لذكرى كارثة ميونيخ الجوية

في يوم يوم 25 فبراير 1960 تم كشف النقاب عن النصب التذكارية الأولى في أولد ترافورد لضحايا الحادث من اللاعبين والموظفين، وهو على شكل لوحة على شكل الملعب مع صورة الملعب الأخضر، منقوش عليها أسماء الضحايا في الأسود والذهب والزجاج، وضعت فوق مدخل مربع المديرين. فوق كانت لوحة نحت خشب الساج من لاعب ومؤيد، انحنى رؤساء جانبي اكليلا من الزهور وكرة القدم منقوش عليها تاريخ "1958". وقد تم تصميم هذه اللوحة من قبل مانشستر مهندس جيبوند والتي شيدت من قبل شركة جاكنيللو مانشستر المحدودة بتكلفة قدرها 2100 جنيه إسترليني.
وكشف أيضا في ذلك اليوم كان نصب تذكاري لأعضاء الصحافة الذين لقوا حتفهم في ميونيخ، الذي يتألف من لوحة من البرونز التي سميت ثمانية صحفيين المفقودة. كشف النقاب عنها باي ميونيخ الناجين فرانك تايلور نيابة عن رابطة كتاب كرة القدم. سرقت اللوحة الأصلية في الثمانيات والاستعاضة عنها نسخة طبق الأصل تقع الآن وراء العداد في مدخل الصحافة.
هناك أيضا اثنين من النصب التذكارية في ألمانيا. أولا، في ضاحية ميونيخ على زاوية Karotschstraße وEmplstraße، هناك نصب تذكاري خشبي صغير يصور يسوع على الصليب، زينت بها حوض الحجر مليئة بالزهور. الحوض الصغير يحمل لوحة كتب عليها (في ذكرى ضحايا الهواء كارثة 1958/2/6 بما في ذلك أعضاء فريق كرة القدم من مانشستر يونايتد وكذلك جميع ضحايا الحادث).
في 22 سبتمبر 2004، تم الكشف عن لوحة من الجرانيت الأزرق الداكن مجموعة في الحدود الحجر الرملي في المنطقة المجاورة للمطار القديم ميونيخ على زاوية Rappenweg وEmplstraße، على بعد أمتار قليلة من النصب التذكاري الخشبي. مع تصميم على شكل ملعب لكرة القدم، فإنه يقرأ، باللغتين الإنجليزية والألمانية، «في ذكرى جميع الذين فقدوا حياتهم هنا في كارثة ميونخ الجوية في 6 شباط 1958». تحت هو لوحة معربا عن امتنانه المتحدة لبلدية ميونيخ وشعبها. وقد تم تمويل النصب التذكاري الجديد مانشستر يونايتد أنفسهم وحضر الكشف من قبل مسؤولي النادي، بما في ذلك الرئيس التنفيذي ديفيد جيل واليكس فيرجسون مدرب يونايتد وبوبي تشارلتون مدير النادي وهو أحد الناجين من الكارثة نفسه.

## وصلات خارجية
- Munich58.co.uk
- United Front نسخة محفوظة 14 فبراير 2014 على موقع واي باك مشين.
- British Pathe newsreel footage: (أدوبي فلاش فلاش فيديو)
  - Manchester United Tragedy, 10 February 1958
  - Manchester United Air Crash – Munich (silent), 10 February 1958
  - The Sad Return, 13 February 1958
  - Manchester Thanks Munich, 13 March 1958
  - Matt Heads For Home, 21 April 1958
- Fay Vindicates Thain – a 1969 الطيران الدولي article on the results of the Fay Report on the accident